# Natalia Dyer
Natalia Dyer (Nashville, Tennessee, 13 de gener de 1995) és una actriu estatunidenca. És principalment coneguda pel seu paper de Nancy Wheeler a la sèrie de ciència-ficció i drama Stranger Things de Netflix.

## Carrera
En 2009, Dyer va interpretar a Clarissa Granger en Hannah Montana: The Movie, sent aquest el seu debut cinematogràfic. En 2011, va actuar en The Greening of Whitney Brown al costat de Brooke Shields i Aidan Quinn, on va interpretar a Lily. Més tard, Dyer va protagonitzar I Believe in Unicorns, una pel·lícula independent estrenada el 9 de març de 2014 en South by Southwest.
A l'agost de 2015, es va informar que Dyer havia estat seleccionada per a interpretar a Nancy Wheeler, una jove que intenta trobar un equilibri entre els seus valors, emocions i responsabilitats educacionals, en la sèrie Stranger Things, emesa en Netflix. La sèrie es va estrenar el 15 de juliol de 2016, rebent crítiques positives per part de la premsa i obtenint l'acceptació del públic.

## Vida personal
Dyer és una estudiant de la NYU (Universitat de Nova York), on assisteix al Gallatin School of Individualized Study, una petita extensió de la universitat en la qual els estudiants dissenyen el seu propi programa interdisciplinari que compleix amb els seus interessos específics i objectius professionals. Actualment surt amb el seu company de repartiment en Stranger Things, Charlie Heaton.

## Filmografia
| Any  | Títol                            | Rol              | Notes         |
| ---- | -------------------------------- | ---------------- | ------------- |
| 2009 | Hannah Montana: The Movie        | Clarissa Granger |               |
| 2010 | Too Sunny for Santa              | Janie            | Curtmetratge  |
| 2011 | The Greening of Whitney Brown    | Lily             |               |
| 2012 | Blue Like Jazz                   | Grace            |               |
| 2013 | Don't Let Me Go                  | Banshee          |               |
| 2014 | I Believe in Unicorns            | Davina           |               |
| 2014 | The City at Night                | Adeline          | Curtmetratge  |
| 2015 | Till Dark                        | Lucy             | Curtmetratge  |
| 2016 | Long Nights Short Mornings       | Marie            |               |
| 2017 | Yes, God, Yes                    | Alice            | Curtmetratge  |
| 2018 | Mountain Rest                    | Clara            |               |
| 2018 | After Her                        | Hailey           | Curtmetratge  |
| 2019 | After Darkness                   | Clara Beaty      |               |
| 2019 | Velvet Buzzsaw                   | Coco             |               |
| 2019 | Yes, God, Yes                    | Alice            | Llargmetratge |
| 2019 | The Nearest Human Being          | Monique          |               |
| 2019 | Tuscaloosa                       | Virgínia         |               |
| 2021 | United States vs. Reality Winner | Reality Winner   | Veu           |
| 2021 | Things Heard and Seen            | Wallis Howell    |               |
| TBA  | Chestnut                         | Per anunciar-se  | Posproducción |
| TBA  | All Fun and Games                | Per anunciar-se  | En rodatge    |

| Any          | Títol              | Rol           | Notes                |
| ------------ | ------------------ | ------------- | -------------------- |
| 2016–present | Stranger Things    | Nancy Wheeler | Elenc principal      |
| 2020         | Acting for a Cause | Jane Eyre     | Episodi: «Jane Eyre» |

| Any  | Cançó       | Artista   |
| ---- | ----------- | --------- |
| 2018 | «Wild Love» | James Bay |

## Premis i nominacions
| Llista de premis i nominacions | Llista de premis i nominacions | Llista de premis i nominacions                                                      | Llista de premis i nominacions | Llista de premis i nominacions | Llista de premis i nominacions | Llista de premis i nominacions |
| Any                            | Organització                   | Categoria                                                                           | Treball nominat                | Resultat                       | Ref(s)                         |                                |
| ------------------------------ | ------------------------------ | ----------------------------------------------------------------------------------- | ------------------------------ | ------------------------------ | ------------------------------ | ------------------------------ |
| 2017                           | Screen Actors Guild Awards     | Millor Repartiment en un Drama (compartit amb l'elenc principal de Stranger Things) | Stranger Things                | Ganadora                       | [ 5 ]                          |                                |
| 2017                           | Young Artist Award             | Millor Actriu Jove en una Sèrie o Pel·lícula Digital                                | Stranger Things                | Nominada                       | [ 6 ]                          |                                |
| 2018                           | Screen Actors Guild Awards     | Millor Repartiment en un Drama (compartit amb l'elenc principal de Stranger Things) | Stranger Things                | Nominada                       | [ 7 ]                          |                                |